# 1759 au Canada
Pour un article plus général, voir Chronologie du Canada.
Cet article traite des événements qui se sont produits durant l'année 1759 au Canada.

## Événements
- 18 février : destruction totale du village de Sainte-Anne-du-Pays-Bas, abandonné par ses habitants, par vingt-deux rangers britanniques lors de la campagne du fleuve Saint-Jean[1].
- 15 janvier : Candide, de Voltaire, est édité à Genève[2] : « Vous savez que ces deux nations sont en guerre pour quelques arpents de neige vers le Canada, et qu'elles dépensent pour cette belle guerre beaucoup plus que tout le Canada ne vaut ».
- 10 mai : parti de Bordeaux le 28 mars, Bougainville arrive à Québec sur la frégate La Chézine, rejoint le 15 mai par un convoi de quinze navires marchands escortés par deux frégates[3].
- Mai : les Anglais dirigés par Jeffery Amherst entreprennent la campagne du Lac Champlain.

- 1er juin : ordre de Vaudreuil au capitaine de Lanaudière de conduire les familles et les bestiaux de la côte de Beaupré au lac Saint-Charles ; devant l'imminence d'une attaque anglaise vers Québec, la population de la Côte-du-Sud, de la Côte de Beaupré et de l'Île d'Orléans est évacuée[4].

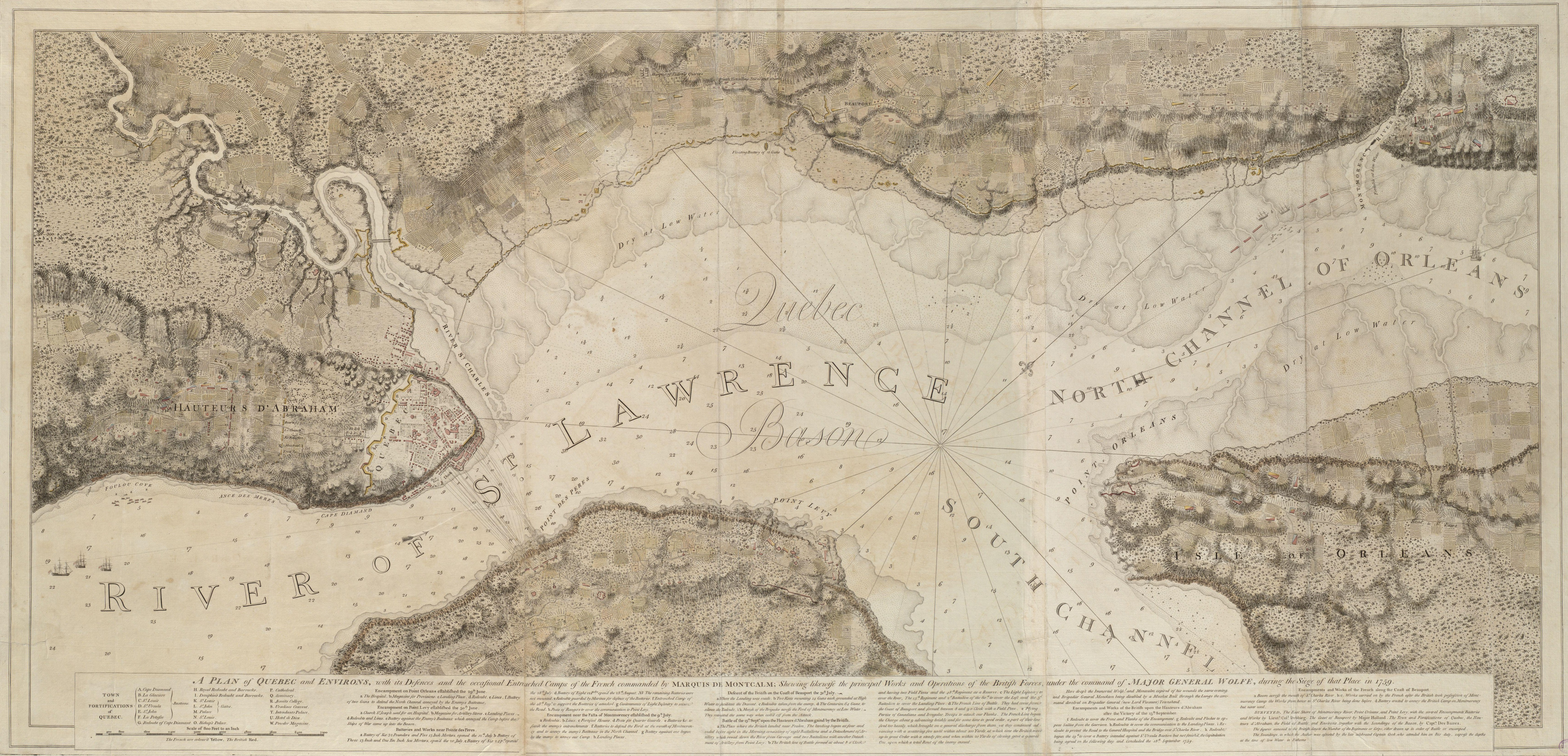
Siège de Québec en 1759 par DesBarres

- 26 juin : début du siège de Québec par l'armée anglaise[5].
- 28 juin : à Québec, les Français tentent d'attaquer la flotte britannique avec des brûlots mais ceux-ci explosent trop tôt. Pas de perte du côté britannique. Par contre la réserve française de poudre à canon est affectée[6].

- 6 juillet : début du siège de Fort Niagara par des troupes anglaises et iroquoises menées par John Prideaux et William Johnson[7].

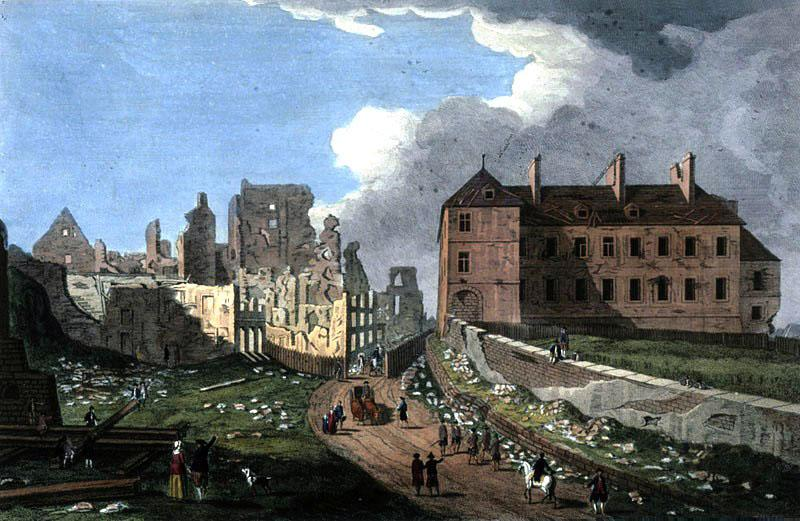
L'archevêché de Québec après le bombardement de la ville.

- 12 juillet : début du bombardement de la ville de Québec par les Anglais à partir de Lévis[8].
- 24 juillet : bataille de La Belle-Famille au sud du Fort Niagara[9]. Des renforts français sont battus par l'armée anglaise et des Iroquois mené par Sayenqueraghta.
- 25 juillet : abandon et destruction de Fort Rouillé ou Toronto par les Français au nord du Lac Ontario[10].
- 26 juillet : bataille de Fort Niagara. Les Anglais prennent le fort aux Français et contrôlent dès lors les grands lacs[9]. En août, les Français abandonnent et brûlent les Fort Machault, Fort Le Boeuf et Fort Presque Isle entre le Lac Érié et la Vallée de l'Ohio[11].
- 26 et 27 juillet : bataille de Ticonderoga[12]. Les Français abandonnent le Fort Carillon. Les Anglais s'y installent et le rebaptisent Fort Ticonderoga[9].
- 31 juillet :
  - victoire française à la bataille de Beauport lors d'une tentative de débarquement anglaise impliquant environ 4000 soldats sur la rive de Beauport en amont de Québec[13].
  - les Français abandonnent le Fort Saint-Frédéric[14]. Les Anglais prennent le contrôle du Lac Champlain. Les Français se replient à l'Île aux Noix au nord du lac Champlain. De leur côté, les Anglais bâtissent le Fort Crown Point près de l'emplacement du Fort Saint-Frédéric[15].

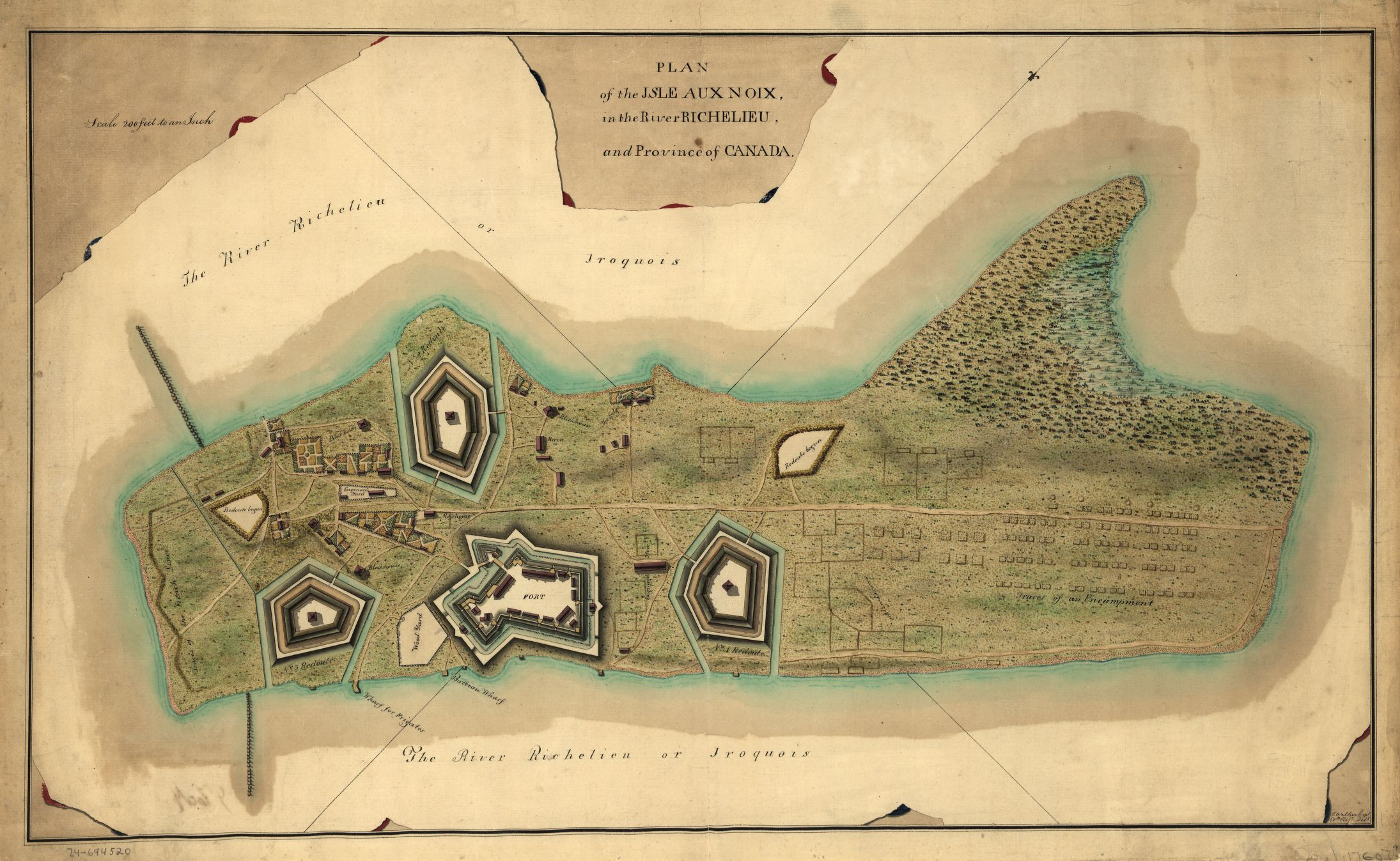
Fortifications à l'île aux Noix au nord du lac Champlain

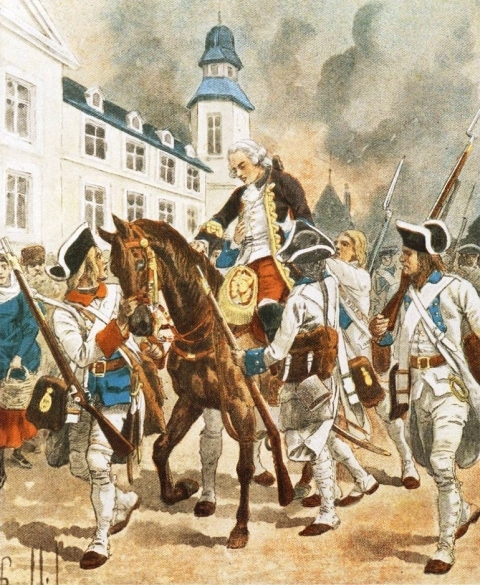
La mort de Montcalm, œuvre de Charles William Jefferys

- 4 août : le capitaine Joseph Gorham débarque avec 300 hommes dans la Baie-Saint-Paul. Après avoir fait fuir les habitants dans les bois, ils incendient les fermes entre Montmorency et La Malbaie avant de rentrer à Québec le 15 août[16].

- 2 septembre : construction du Fort Lévis après l'abandon du Fort de La Présentation. Ce nouveau fort doit défendre Montréal contre une attaque anglaise provenant des Grands lacs, mais est pris le 25 août 1760[17].
- 10 septembre : 600 rangers britanniques menés par Gorham débarquent à Kamouraska et incendient les fermes de la Côte-du-Sud à Québec[18].
- 13 septembre : les Anglais remportent une victoire décisive à la bataille des plaines d'Abraham[8]. Les généraux des deux armées Louis-Joseph de Montcalm et James Wolfe sont blessés à mort. Après la mort de Montcalm, François Gaston de Lévis prend le commandement des armées françaises[19].
- 18 septembre : capitulation de Québec[8]. L'acte est signé par Jean-Baptiste Nicolas Roch de Ramezay, lieutenant du roi pour les Français et par l'amiral Charles Saunders et George Townshend pour les Anglais.
- 21 septembre : les habitants de Québec ayant quitté la ville sont autorisés à revenir prendre possession de leurs biens à la condition de prêter un serment de fidélité au roi de Grande-Bretagne[20].
- 27 septembre : Lévis demande la construction du Fort Jacques-Cartier à Cap-Santé. Ce fort a servi de frontière entre la zone occupée par les Français et celle occupée par les Anglais[21].

- 4 octobre : raid de Saint-François (en). Le village Abénaki d'Odanak est attaqué par les rangers américains de Robert Rogers, partis du lac Champlain le 13 septembre[22]. Ceux-ci font l'objet d'une poursuite et plusieurs rangers sont pris ou tués. Plusieurs autres rejoignent avec difficultés les colonies anglaises.
- 12 et 13 octobre : une flotte commandée par Amherst au Lac Champlain attaque la flotte française à l'île aux Noix défendu par François Charles de Bourlamaque. Les Anglais prennent une embarcation et les Français détruisent les autres pour empêcher qu'ils tombent entre les mains de l'ennemi[15].
- Automne : Le gouverneur Vaudreuil et Lévis font passer des bateaux devant Québec pour aller en France. Ces bateaux emportent avec eux des messages demandant de l'aide. Le passage va réussir[23]. La population vivant en aval de Québec retourne progressivement sur ses terres dévastées mais reste sous contrôle militaire anglais.

- 1er novembre : Les armées anglaises prennent leur quartier d'hiver. Les hommes commandés par James Murray s'installent dans la ville de Québec et ceux commandés par Amherst s'installent au Fort Ticonderoga[15].

- 4 décembre : première session de la 2e assemblée générale de la Nouvelle-Écosse (en)[24].

- En Nouvelle-Écosse, les Planters provenant des colonies américaines commencent à s'établir sur les anciennes terres des acadiens déportés[25].
- Abandon de plusieurs forts français dans l'ouest comme Fort La Jonquière et Fort Paskoya.

## Naissances
- 21 janvier : François Baillairgé, architecte, peintre et sculpteur († 15 septembre 1830).
- 8 février : Bernard Angus MacEachern, premier évêque de Charlottetown († 23 avril 1835).
- 17 novembre : Laurent Leroux, homme d'affaires et politicien († 26 mai 1855).
- Michel Brisbois, commerçant de fourrure († 1er avril 1837).

## Décès

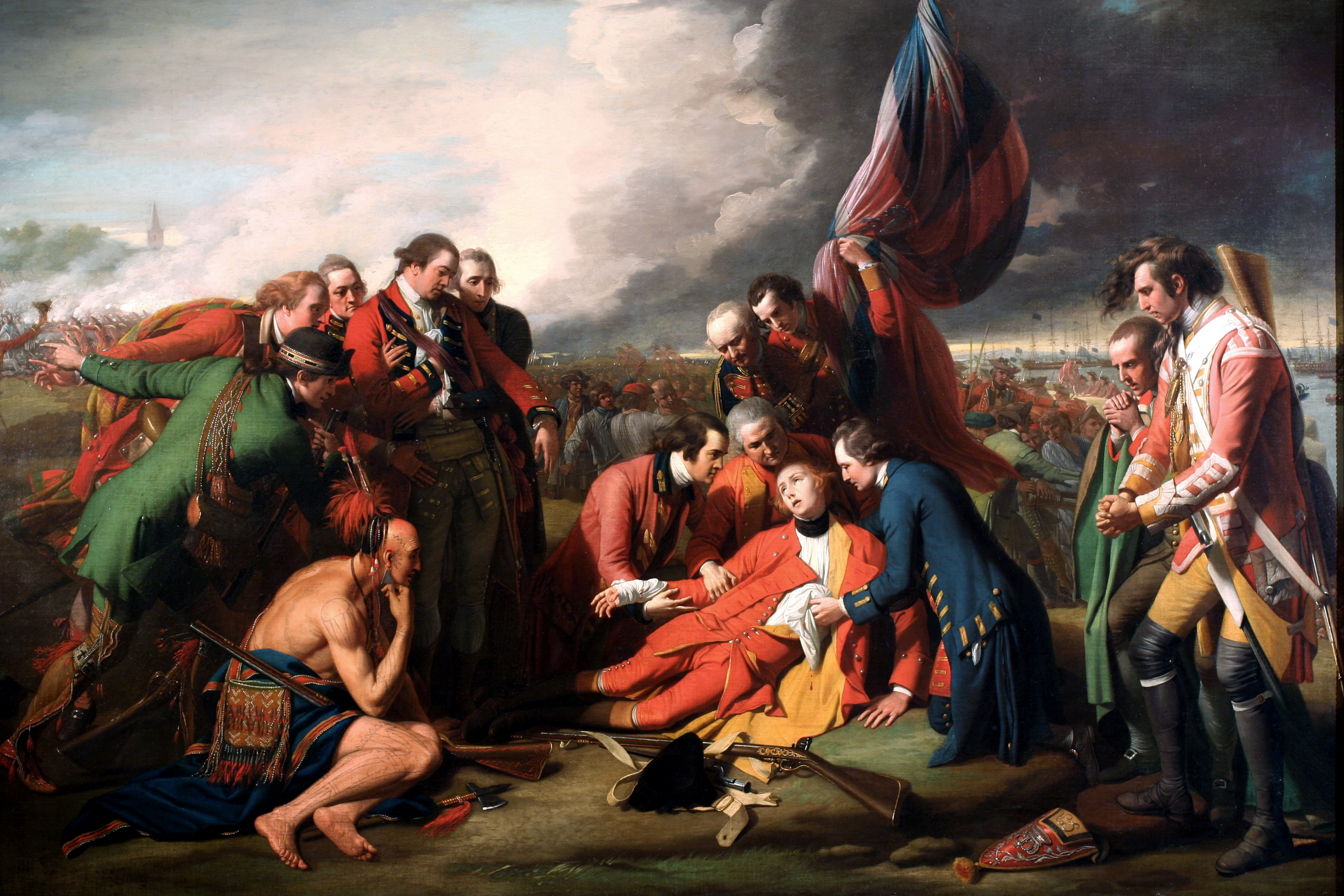
La Mort du général Wolfe (1770) par Benjamin West

- 11 mars : John Forbes (général), militaire qui dirigea la campagne contre Fort Duquesne (° 5 septembre 1707).
- 12 avril : Pierre Céloron de Blainville, officier militaire et explorateur (° 29 décembre 1693).
- 18 juin : Louis Normant Du Faradon, sulpicien (° 18 mai 1681).
- 19 juillet : John Prideaux, commandant anglais tué lors de la bataille de fort Niagara (° 1718).
- 28 juillet : François-Marie Le Marchand de Lignery, commandant militaire tué lors de la bataille de Fort Niagara (° 24 août 1703).
- 13 septembre : James Wolfe, général britannique (° 2 janvier 1727).
- 14 septembre : Louis-Joseph de Montcalm, général français (° 28 février 1712).